# High Country Athletic Conference (pallavolo)
La High Country Athletic Conference fu una conference di pallavolo femminile affiliata alla NCAA Division I, la squadra vincitrice accedeva di diritto al torneo NCAA.

## Storia
La High Country Athletic Conference inizia a sponsorizzare la pallavolo femminile nel 1982. Si fonde quindi con la Western Athletic Conference nel 1990, venendo assorbita da quest'ultima, concludendo così le proprie attività.

## Ex membri
| College          | Ingresso | Uscita |
| ---------------- | -------- | ------ |
| Brigham Young    | 1982     | 1989   |
| Colorado State   | 1982     | 1989   |
| New Mexico       | 1982     | 1989   |
| New Mexico State | 1982     | 1989   |
| Utah             | 1982     | 1989   |
| Wyoming          | 1982     | 1989   |
| Utah State       | 1984     | 1989   |

## Albo d'oro
| Anno          | Podio          | Podio                           | Podio      |
| Campione      | Seconda        | Terza                           |            |
| ------------- | -------------- | ------------------------------- | ---------- |
| 1982 Dettagli | Brigham Young  | New Mexico New Mexico State     | -          |
| 1983 Dettagli | Brigham Young  | Colorado State New Mexico State | -          |
| 1984 Dettagli | Colorado State | Brigham Young Wyoming           | -          |
| 1985 Dettagli | Colorado State | Brigham Young                   | Utah       |
| 1986 Dettagli | Brigham Young  | Colorado State Utah Wyoming     | -          |
| 1987 Dettagli | Brigham Young  | Colorado State                  | Wyoming    |
| 1988 Dettagli | New Mexico     | Brigham Young Colorado State    | -          |
| 1989 Dettagli | Wyoming        | Brigham Young                   | New Mexico |

## Palmarès
| Squadre        | Titoli | Stagioni               |
| -------------- | ------ | ---------------------- |
| Brigham Young  | 4      | 1982, 1983, 1986, 1987 |
| Colorado State | 2      | 1984, 1985             |
| New Mexico     | 1      | 1988                   |
| Wyoming        | 1      | 1989                   |